# レパードステークス
レパードステークス(Leopard Stakes)とは、日本中央競馬会（JRA）が新潟競馬場のダート1800 m（メートル）で施行する中央競馬の重賞競走（GIII）である。
競走名の「Leopard」は、イギリス国王の紋章である盾の脇に描かれている獅子のことであり、ユニコーンと対をなす動物として扱われている。また、「豹」を意味する英語。古代ローマでは、豹の息には不思議な香りがあるとされ、それによって動物たちを狩ることができると恐れられた。その香りに対抗できる唯一の動物がユニコーンだと信じられていた。
正賞は地方競馬全国協会理事長賞。

## 概要
ダート適性を持つ3歳馬の出走機会の拡大、夏季競馬の振興、およびジャパンカップダート（現・チャンピオンズカップ）を頂点とする秋季ダート重賞路線のさらなる充実を図る観点から、2009年より3歳馬限定競走として新設された。創設時より国際競走として外国馬が出走可能なほか、地方競馬所属馬も3頭まで出走可能となっている。
2010年までは格付けされず、第1回は「新設重賞」、第2回は「重賞」と表記。2011年の第3回より、GIIIに新規格付された。
2024年からは全日本的なダート競走の体系整備に伴い、同年から秋季に移設される「ジャパンダートクラシック」のトライアル競走として施行されるとともに、本競走の1着馬にはジャパンダートクラシックへの優先出走権が付与される。

## 競走条件・賞金
以下の内容は、2024年現在のもの。

### 競走条件
出走資格
サラ系3歳競走馬
- JRA所属馬
- 地方競馬所属馬（3頭まで）
- 外国馬（優先出走）

負担重量：馬齢重量（牡・騸57キログラム、牝馬55キログラム）

### 賞金
2024年の1着賞金は3700万円で、以下2着1500万円、3着930万円、4着560万円、5着370万円。

## 歴史
過去に同名の特別競走が施行されていたが、開催地や条件がともに異なり関連性はない。また、新潟競馬場でのダートグレード競走は2001年に新潟県競馬組合主催で施行された朱鷺大賞典以来にもなる。
- 2009年 - 3歳馬による重賞競走として創設。格付けはされず「新設重賞」と表記され、新潟競馬場のダート1800 mで施行[10]。
- 2010年
  - サマージョッキーズシリーズの対象競走に指定[11]。
  - 格付け表記を「重賞」に変更[12]。
- 2011年 - GIIIに新規格付[13]。
- 2012年 - 夏季競馬の開催日割変更に伴い、開催時期を8月上旬に移動[14]。
- 2014年 - サマージョッキーズシリーズの対象競走から除外[15]。
- 2019年
  - 「ディープインパクト追悼競走」の副称を付けて施行[16]。
  - ハヤヤッコが優勝し、史上初となる白毛馬のJRA重賞制覇を達成した[17]。
- 2020年 - 新型コロナウイルスの感染拡大防止のため、「無観客競馬」として実施[18]。
- 2024年 
  - この年からジャパンダートクラシックのトライアル競走に指定され、1着馬に優先出走権を付与。
  - 暑熱対策による最終競走の発走時刻を18時25分に設定したことに伴い、競走番号が第11競走から第7競走に変更。
  - 東京トゥインクルファンファーレ（TTF）によるファンファーレの生演奏が実施される[19]（2025年も同様）。

### 歴代優勝馬
コース種別を記載していない距離は、ダートコースを表す。
| 回数   | 施行日        | 競馬場 | 距離   | 優勝馬             | 性齢 | タイム | 優勝騎手 | 管理調教師 | 馬主                           |
| ------ | ------------- | ------ | ------ | ------------------ | ---- | ------ | -------- | ---------- | ------------------------------ |
| 第1回  | 2009年8月23日 | 新潟   | 1800 m | トランセンド       | 牡3  | 1:49.5 | 松岡正海 | 安田隆行   | 前田幸治                       |
| 第2回  | 2010年8月22日 | 新潟   | 1800 m | ミラクルレジェンド | 牝3  | 1:51.8 | 北村宏司 | 藤原英昭   | 吉田照哉                       |
| 第3回  | 2011年8月21日 | 新潟   | 1800 m | ボレアス           | 牡3  | 1:52.0 | 武豊     | 吉田直弘   | 金子真人ホールディングス（株） |
| 第4回  | 2012年8月5日  | 新潟   | 1800 m | ホッコータルマエ   | 牡3  | 1:51.8 | 幸英明   | 西浦勝一   | 矢部幸一                       |
| 第5回  | 2013年8月4日  | 新潟   | 1800 m | インカンテーション | 牡3  | 1:50.3 | 大野拓弥 | 羽月友彦   | （有）ターフ・スポート         |
| 第6回  | 2014年8月10日 | 新潟   | 1800 m | アジアエクスプレス | 牡3  | 1:50.4 | 戸崎圭太 | 手塚貴久   | 馬場幸夫                       |
| 第7回  | 2015年8月9日  | 新潟   | 1800 m | クロスクリーガー   | 牡3  | 1:51.9 | 岩田康誠 | 庄野靖志   | 辻高史                         |
| 第8回  | 2016年8月7日  | 新潟   | 1800 m | グレンツェント     | 牡3  | 1:50.0 | 戸崎圭太 | 加藤征弘   | （有）シルクレーシング         |
| 第9回  | 2017年8月6日  | 新潟   | 1800 m | ローズプリンスダム | 牡3  | 1:52.9 | 木幡巧也 | 畠山吉宏   | 岡田牧雄                       |
| 第10回 | 2018年8月5日  | 新潟   | 1800 m | グリム             | 牡3  | 1:52.0 | 内田博幸 | 野中賢二   | （株）カナヤマホールディングス |
| 第11回 | 2019年8月4日  | 新潟   | 1800 m | ハヤヤッコ         | 牡3  | 1:51.3 | 田辺裕信 | 国枝栄     | 金子真人ホールディングス（株） |
| 第12回 | 2020年8月9日  | 新潟   | 1800 m | ケンシンコウ       | 牡3  | 1:49.2 | 丸山元気 | 小西一男   | 天野克彦                       |
| 第13回 | 2021年8月8日  | 新潟   | 1800 m | メイショウムラクモ | 牡3  | 1:51.3 | 柴田善臣 | 和田勇介   | 松本好雄                       |
| 第14回 | 2022年8月7日  | 新潟   | 1800 m | カフジオクタゴン   | 牡3  | 1:51.9 | C.ホー   | 矢作芳人   | 加藤守                         |
| 第15回 | 2023年8月6日  | 新潟   | 1800 m | ライオットガール   | 牝3  | 1:50.8 | 岩田望来 | 中村直也   | （有）ヒダカファーム           |
| 第16回 | 2024年8月4日  | 新潟   | 1800 m | ミッキーファイト   | 牡3  | 1:51.2 | 戸崎圭太 | 田中博康   | 野田みづき                     |
| 第17回 | 2025年8月10日 | 新潟   | 1800 m | ドンインザムード   | 牡3  | 1:50.5 | 松山弘平 | 今野貞一   | 山田貢一                       |